# كاتدرائية كنيسة المسيح

كاتدرائية كنيسة المسيح (بالإنجليزية: Christ Church Cathedral) أو بشكل أكثر رسمية، كاتدرائية الثالوث المقدس (بالإنجليزية: The Cathedral of the Holy Trinity) هي كاتدرائية من الأبرشيات المتحدة لدبلن وجليندالوغ وكاتدرائية المحافظة الكنسية للمقاطعات المتحدة في دبلن وكشل في كنيسة أيرلندا. تقع في دبلن عاصمة أيرلندا. وهي واحدة من أقدم كاتدرائيتين من كاتدرائيات القرون الوسطى في المدينة، والكاتدرائية الأخرى هي كاتدرائية القديس باتريك.

## لمحة عامة والتاريخ

### لمحة عامة

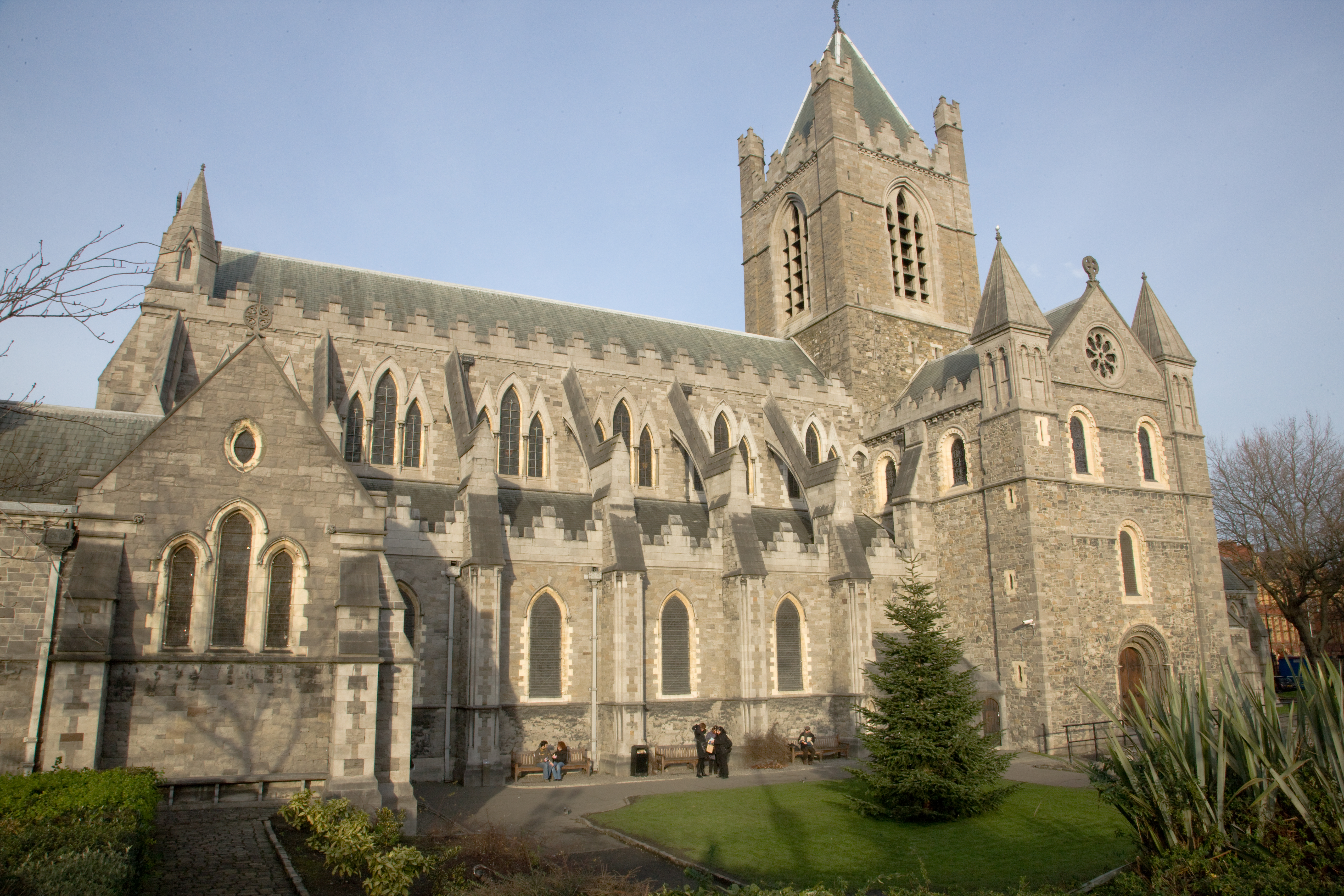
كاتدرائية كنيسة المسيح - دبلن

زُعمت كنيسة المسيح رسمياً ككرسي (كاثيدرا) من قبل كل من رئاستي أساقفة كنيسة أيرلندا والرومان الكاثوليك في دبلن. من الناحية القانونية وفي الواقع عُدّت الكاتدرائية فقط لرئيس أساقفة دبلن، منذ الإصلاح الإنكليزي. رغم زعم رئاسة أساقفة دبلن الكاثوليكية اسمياً للكاتدرائية إلا أنها تستخدم كاتدرائية القديسة مريم الواقعة في شارع مارلبورو بدبلن ككاتدرائية فاعلة.

## وصلات خارجية
- موقع كاتدرائية كنيسة المسيح نسخة محفوظة 29 مايو 2019 على موقع واي باك مشين. (بالإنجليزية)
- Bellringing in Christ Church Cathedral
- Christ Church Cathedral (photograph gallery)